# هنر فیگوراتیو
هنر فیگوراتیو به آن دسته از آثار هنرهای تجسمی، غالباً نقاشی و تندیس گفته می‌شود که در آن نمودی از دنیای واقعی وجود داشته باشد. این اصطلاح عموماً در مقابل هنر انتزاعی به‌کار می‌رود.

## نگارخانه
نمونه‌هایی از هنر فیگوراتیو

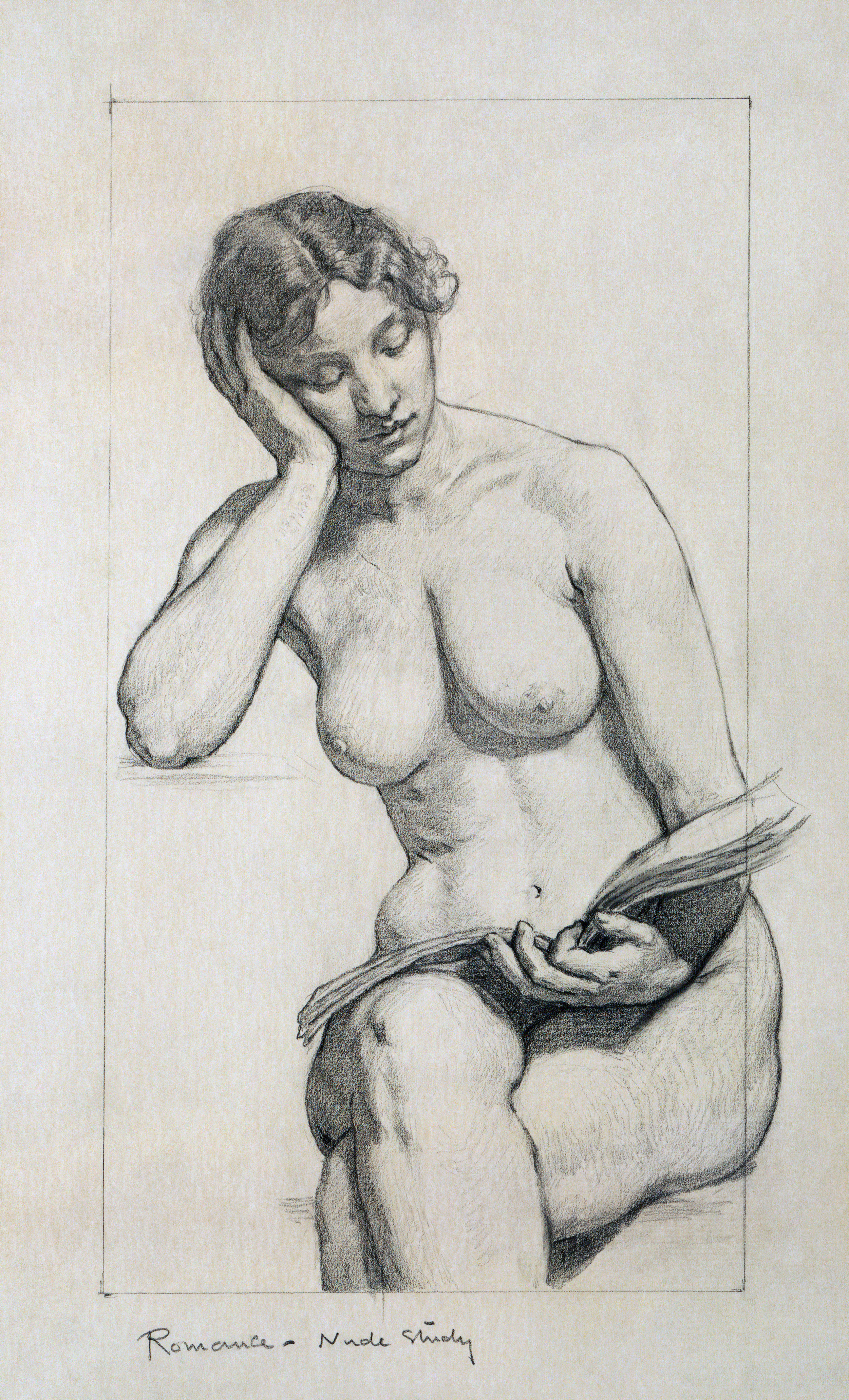
مطالعهٔ برهنه (۱۸۹۶) کنیون کاکس، یک طرفدار هنر فیگوراتیو
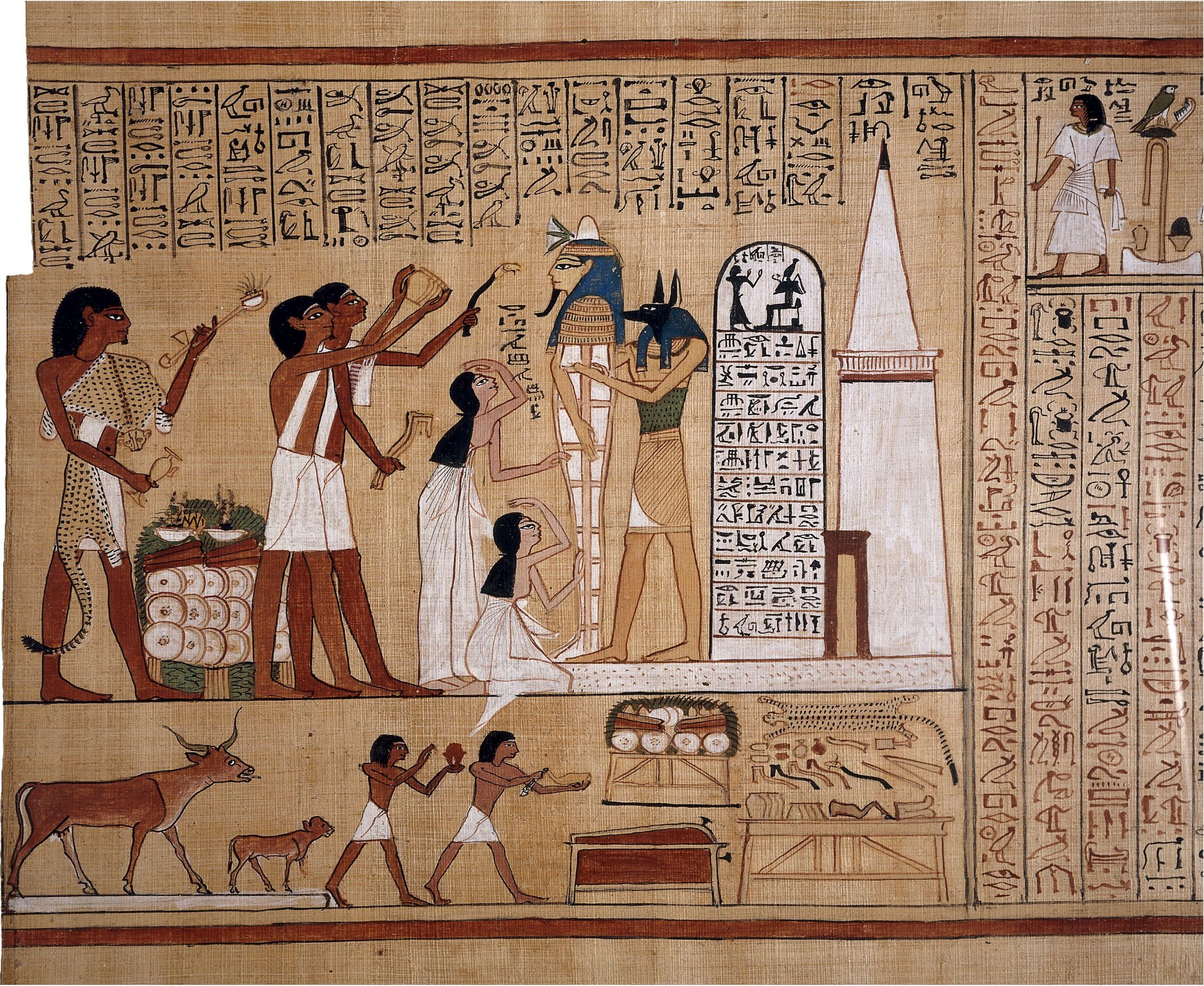
مراسم دهان‌گشایی، نقاشی مصر باستان
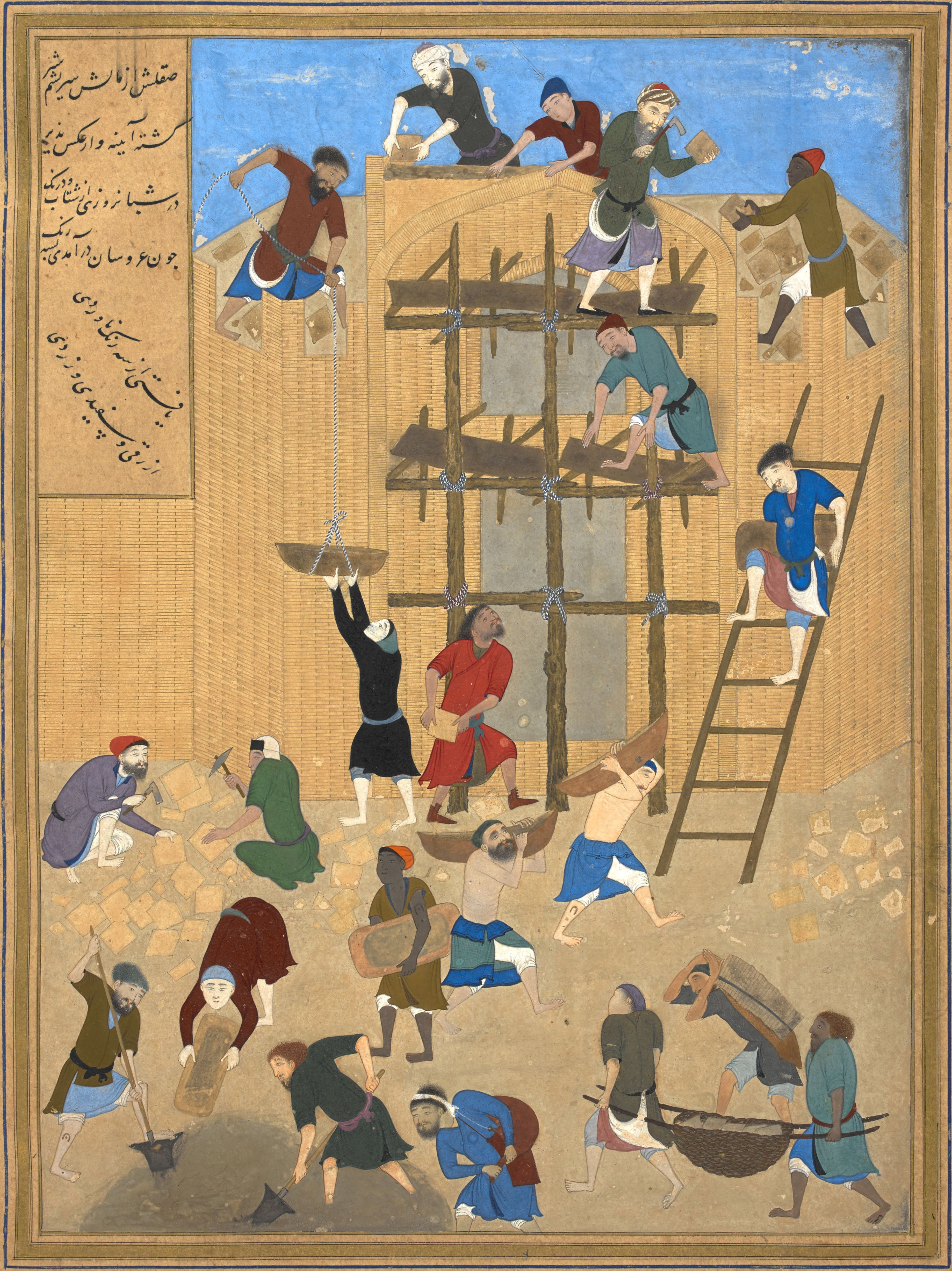
خمسه نظامی (ساختن کاخ خورنق) اثر کمال الدین بهزاد، مکتب هرات
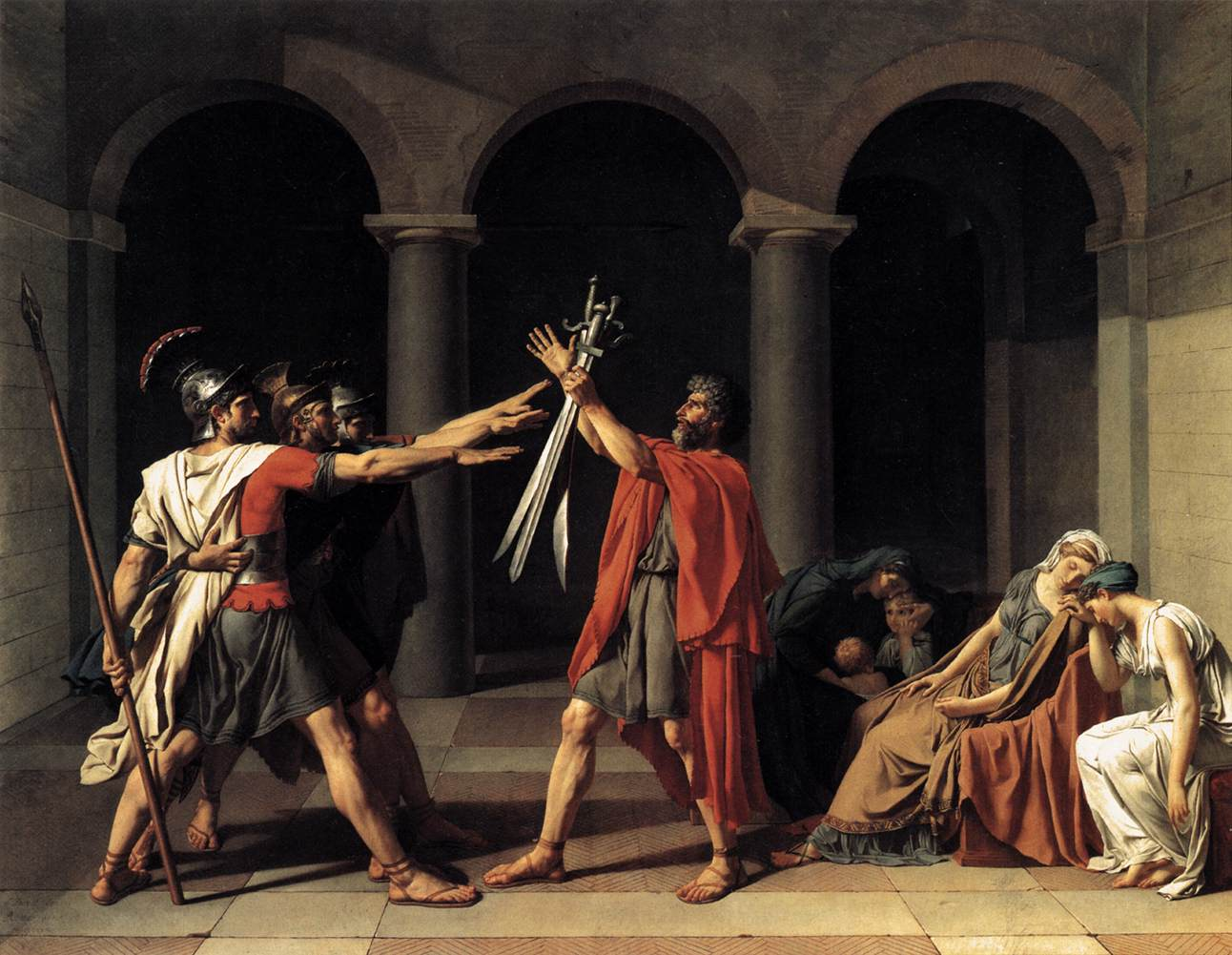
سوگند هوراتی‌ها اثر ژاک لویی داوید، نئوکلاسیسیسم
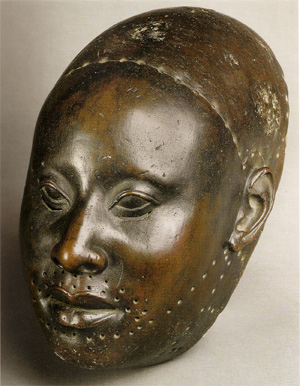
یُروبا، تندیس آفریقایی